# Palmprocessie

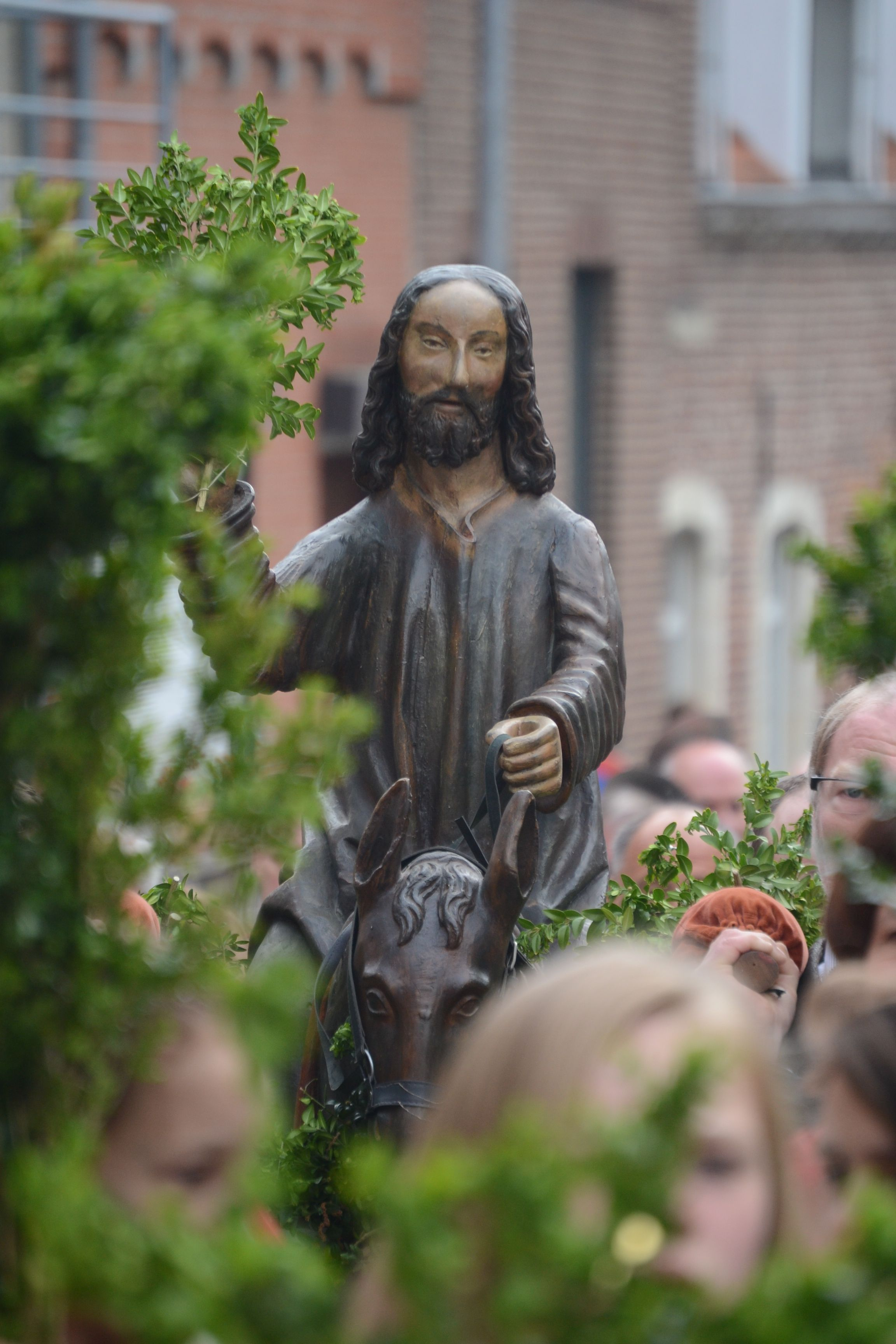
Palmprocessie in Hoegaarden

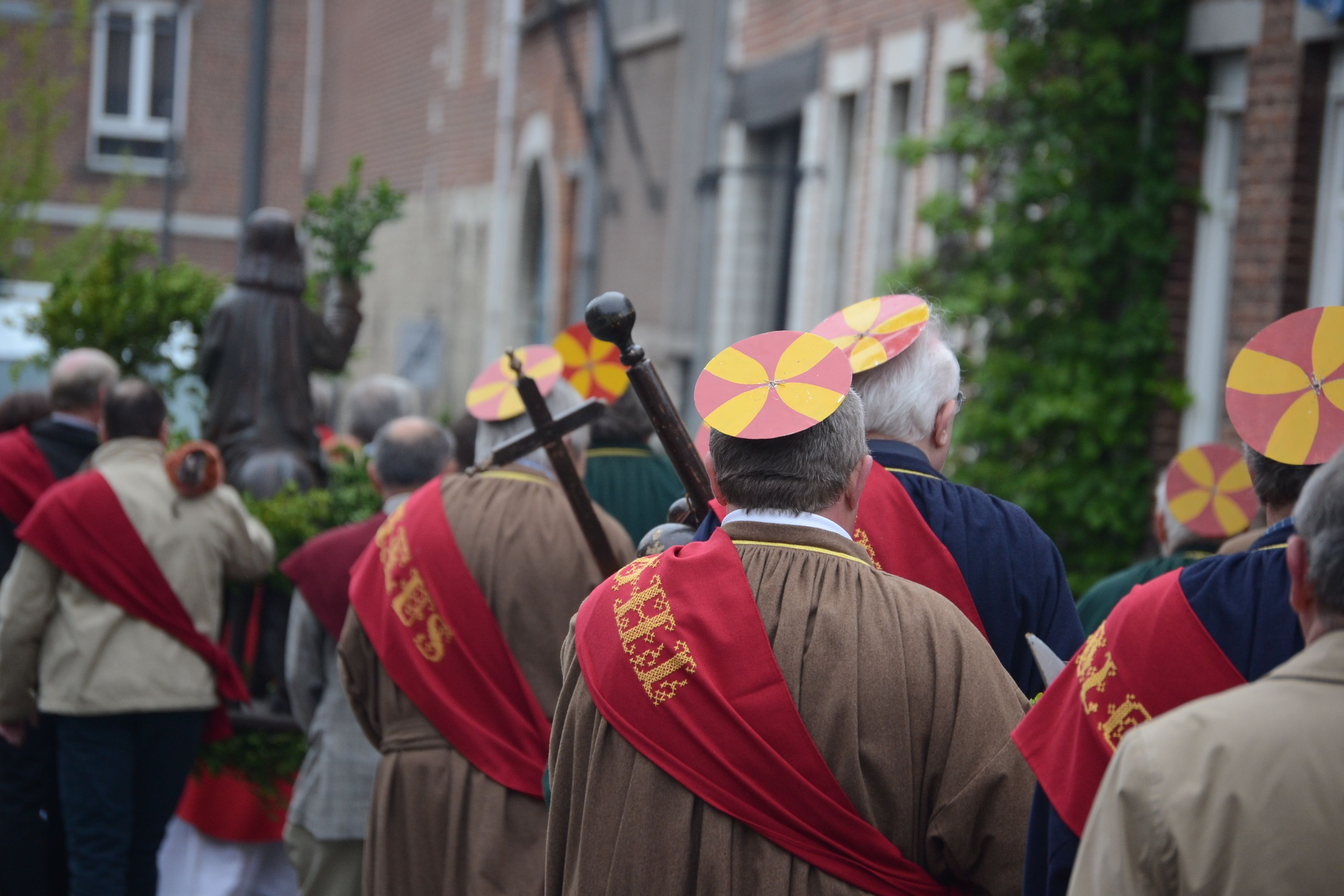
Genootschap van de Apostelen van Hoegaarden

Een palmprocessie is een processie door rooms-katholieken op palmzondag ter herdenking  van de intocht van Jezus in Jeruzalem. Christus zat bij die intrede volgens de Bijbel op een ezel.

## Hoegaarden
Het beeld van Christus op de palmezel dat in Hoegaarden jaarlijks in de processie wordt meegevoerd is een cultuurhistorisch erfgoed. In de Sint-Gorgoniusparochie wordt dit beeld sinds 1631 op palmzondag rondgedragen door de straten. Deze traditie wordt mede in stand gehouden door het toen opgerichte Genootschap van de apostelen van Hoegaarden. De palmezel wordt gedragen door vier discipelen en wordt in de processie gevolgd door de momboorvader en de twaalf apostelen. De apostelen dragen elk een sjerp met hun naam, hun attribuut en een umbrakel op het hoofd.
In Hoegaarden verkopen kinderen na de processie op palmzondag geweide buxustakjes huis aan huis. De Hoegaardiers zetten deze takjes dan in huis, de auto of ergens anders ter bescherming en voorspoed. Gedurende de hele zondag zijn er evenementen zoals eierenzoektocht, kermis en tentoonstellingen. Ook is er de traditionele 'muntworp' waarbij het gemeentebestuur vanop de pui van het gemeentehuis snoepgoed en speeltjes gooit voor de kinderen.

## Tienen
Ook in Tienen gaat sinds 1997 een jaarlijkse ommegang uit op palmzondag. De Sint-Germanus parochie knoopte toen aan bij een oude traditie die herleefde toen beeldhouwer Frans Vandegaer een nieuwe 'Jezus op de palmezel' schonk. Oude bronnen vertellen over het bestaan van de vroegere palmprocessie. Het is onduidelijk wanneer deze traditie ophield en het oude ezelbeeld is verdwenen. Het nieuwe beeld wordt bij de ommegang omringd door twaalf apostelen en de fanfare van Oplinter. 